# Линзе, Корнелия
Корнелия Линзе (нем. Cornelia Linse; род. 3 октября 1959, Грайфсвальд, Росток) — немецкая гребчиха, выступавшая за сборную ГДР по академической гребле в конце 1970-х — первой половине 1980-х годов. Серебряная призёрка летних Олимпийских игр в Москве, двукратная чемпионка мира, победительница многих регат национального и международного значения. 

## Биография
Корнелия Линзе родилась 3 октября 1959 года в городе Грайфсвальд, ГДР. Проходила подготовку в Лейпциге в спортивном клубе DHfK Leipzig.
Первого серьёзного успеха на взрослом международном уровне добилась в сезоне 1979 года, когда вошла в основной состав восточногерманской национальной сборной и побывала на чемпионате мира в Бледе, откуда привезла награду золотого достоинства, выигранную в зачёте женских парных двоек.
Благодаря череде удачных выступлений удостоилась права защищать честь страны на летних Олимпийских играх 1980 года в Москве — вместе с напарницей Хайди Вестфаль заняла второе место в парных двойках, уступив только советскому экипажу Елены Хлопцевой и Ларисы Поповой, и тем самым завоевала серебряную олимпийскую медаль.
После московской Олимпиады Линзе осталась в составе гребной команды ГДР и продолжила принимать участие в крупнейших международных регатах. Так, в 1981 году она выступила на чемпионате мира в Мюнхене, где стала серебряной призёркой в парных четвёрках с рулевой.
В 1982 году на мировом первенстве в Люцерне вновь получила серебро в рулевых парных четвёрках.
На чемпионате мира 1983 года в Дуйсбурге в третий раз подряд завоевала серебряную медаль в программе рулевых парных четвёрок.
Рассматривалась в качестве кандидатки на участие в Олимпийских играх 1984 года в Лос-Анджелесе, однако Восточная Германия вместе с несколькими другими странами социалистического лагеря бойкотировала эти соревнования по политическим причинам.
В 1985 году на чемпионате мира в Хазевинкеле Линзе одержала победу в одиночках, став таким образом двукратной чемпионкой мира по академической гребле.
За выдающиеся спортивные достижения дважды награждалась орденом «За заслуги перед Отечеством» в золоте (1984, 1986).
Впоследствии работала на радио ГДР в Лейпциге. После воссоединения Германии переехала на постоянное жительство в Магдебург, где являлась сотрудницей общественной телерадиокомпании Mitteldeutscher Rundfunk.